# Mina TM-46
La mina TM-46 és una mina antitancs d'origen soviètic consistent en una capça de metall gran i circular. Utilitza un filtre de pressió o una canya d'inclinació, que es cargola a la part superior. Les mines antitancs d'aquesta tipologia eren capaces d'infligir molt més dany als vehicles blindats. La TMN-46 és una variant d'aquesta mina, creada amb un filtre secundari a la part inferior (on no es pot apreciar), situada gairebé al centre de la mina. Aquesta mina va ser utilitzada per les forces del Vietnam del nord durant la Guerra de Vietnam, a més de trobar-se en molts països d'Àfrica, l'Orient mitjà i el sud-est asiàtic.
Com que la TM-46 disposa d'una caixa de metall, és molt senzill detectar-les amb un detector de mines.